# Rebeka Sádecká
Rebeka Sádecká, geb. Honečková, (* 29. Mai 1999 in Trenčín) ist eine ehemalige slowakische Eishockeyspielerin, die zuletzt für den AIK Solna spielte und zudem für die slowakische Eishockeynationalmannschaft aktiv war. Ihr Cousin Boris Sádecký war ebenfalls Eishockeyspieler.

## Karriere
Im Alter von 15 Jahren gehörte die damals noch unter ihrem Geburtsnamen aktive Rebeka Honečková im Jahr 2014 zur Gründungsmannschaft der Fraueneishockeyabteilung des ŠKP Bratislava. In der Saison 2014/15 starteten sie und ihre Mannschaft in der European Women’s Hockey League (EWHL) und beendeten die Saison auf dem vierten Platz. In der darauffolgenden Spielzeit belegte sie gemeinsam mit dem ŠKP Bratislava den fünften Platz, womit sie die Teilnahme an den Play-offs verpassten. In der Saison 2016/17 beendete Rebeka Honečková und ihre Mannschaft die Hauptrunde auf dem dritten Platz und qualifizierten sich so für die Meisterrunde, welche sie ebenfalls auf dem dritten Platz beendeten. In dieser Saison wurde sie vom SKP Bratislava zum ersten Mal bei den Partien des EWHL Super Cups eingesetzt und man konnte dort hinter den deutschen Mannschaften ECDC Memmingen und ERC Ingolstadt den dritten Platz belegen.
In der darauffolgenden Saison ging der ŠKP Bratislava mit Honečková in zwei Ligen an den Start. In der Saison 2017/18 der EWHL belegten man den sechsten Platz, wodurch man das Finalturnier verpasste. Daneben spielte man auch in der Extraliga, der ersten Liga im slowakischen Fraueneishockey. Dort sicherte sich Rebeka Honečková mit ihrer Mannschaft verlustpunktfrei die Slowakische Meisterschaft. In der darauffolgenden Saison war der ŠKP Bratislava weder in der Extraliga noch in der Elite Women’s Hockey League aktiv. Dafür erhielt der Verein vom Slovenský zväz ľadového hokeja ein Startrecht in der U16-Liga der männlichen Jugend. Dort absolvierte Rebeka Honečková 14 Partien für ŠKP Bratislava und daneben bestritt sie noch acht Partien für die U18-Junioren von MHK Dubnica in der 1. Liga, der zweithöchsten slowakischen Liga in dieser Altersklasse.
Zur Saison 2019/20 verließ Rebeka Honečková ihre Heimat und wechselte nach Schweden zum Karlskrona HK. Seit dem Wechsel nach Schweden ist sie unter dem Namen Rebeka Sádecká aktiv. Mit ihrer neuen Mannschaft spielte sie in der Damettan, der zweithöchsten Liga im schwedischen Fraueneishockey. Nach zwei Spielzeiten in Karlskrona, die von der COVID-19-Pandemie bestimmt waren, wechselte sie innerhalb von Schweden zur Mannschaft von Hammarby IF. Ihre neue Mannschaft spielte auch in der zweithöchsten schwedischen Liga, welche in der Zwischenzeit in Nationella Damhockeyligan (NDHL) umbenannt wurde. Nach nur einer Saison wechselte sie in die Svenska damhockeyligan (SDHL), die höchste Liga im schwedischen Fraueneishockey, zum Hauptstadtklub AIK Solna. Bei diesem beendete sie 2023 ihre Karriere und wurde Assistenztrainerin beim AIK.
Doch bereits nach einer Saison kehrte Rebeka Sádecká auf das Eis zurück und schloss sich zur Saison 2024/25 erneut Hammarby IF in der Nationella Damhockeyligan an.

### International
Nachdem Rebeka Sádecká bereits für die slowakische U18-Nationalmannschaft aktiv gewesen war, nahm sie unter dem Namen Rebeka Honečková mit der slowakische Eishockeynationalmannschaft an der Weltmeisterschaft 2017 in der Division IB teil, welche in der polnischen Stadt Katowice ausgetragen wurde. Mit der slowakischen Mannschaft konnte sie dabei alle Spiele gewinnen und dadurch sicherte man sich den Aufstieg Division IA. Unter dem Namen Rebeka Sádecká nahm sie zwischen den 11. und 14. November 2021 für die slowakische Eishockeynationalmannschaft an der Qualifikation für die Olympischen Winterspiele 2022 teil, wo sie mit ihrer Mannschaft in der Gruppe E auf Schweden, Frankreich und Südkorea traf. Hinter Schweden und Frankreich beendete Rebeka Sádecká und ihre Mannschaft die Gruppe auf den dritten Platz, wodurch man die Qualifikation verpasste.

## Erfolge und Auszeichnungen
- 2017 Aufstieg in die Division IA bei der Weltmeisterschaft der Division IB
- 2018 Slowakischer Meister mit dem ŠKP Bratislava